# Next World
Pour l’article homonyme, voir Next World (album de BoA).
Next World  (来るべき世界, Kitarubeki sekai) est un manga d’Osamu Tezuka paru en 1949.

## Synopsis
Le professeur Yamadano découvre que les essais nucléaires opérés par les grandes puissances ont des effets très graves sur la faune et la flore.